# Brain Prize
Le Brain Prize ou prix du Cerveau est une récompense scientifique internationale qui récompense un ou plusieurs scientifiques pour leur contribution à la recherche sur le cerveau. Le prix est fondé en 2011 par la fondation danoise Lundbeck ; le ou les lauréats reçoivent 10 000 000 couronnes danoises (ce qui équivaut à environ 1,3 million €) ; les lauréats peuvent être de toute nationalité et travailler dans n'importe quelle partie du monde.

## Description
Le prix est annuel ; il est fondé en 2011 par la fondation danoise Lundbeck ; la fondation elle-même 
est une fondation commerciale danoise. Elle a été créée en 1954 par Grete Lundbeck, alors la veuve du fondateur de l'entreprise Lundbeck. 
Chaque année, le prix privilégie un thème de recherche, toujours dans le domaine de la recherche en neuroscience. Ainsi, les thèmes sont : 
- 2024 : Computational & Theoretical Neuroscience (Neurosciences théoriques et informatiques)
- 2023 : Neuronal Transcription & Translation (Transcription et traduction neuronales)

...
- 2011 : Cerebral Circuit Organization (Organisation du circuit cérébral)

## Lauréats
- 2011 : Péter Somogyi, Tamás Freund, György Buzsáki
- 2012 : Christine Petit, Karen Steel[3]
- 2013 : Ernst Bamberg, Edward Boyden, Karl Deisseroth, Peter Hegemann, Gero Miesenböck, Georg Nagel
- 2014 : Giacomo Rizzolatti, Stanislas Dehaene, Trevor W. Robbins[4]
- 2015 : Winfried Denk, Arthur Konnerth, Karel Svoboda, David W. Tank
- 2016 : Timothy Bliss, Graham Collingridge et Richard Morris[5]
- 2017 : Wolfram Schultz, Peter Dayan et Ray Dolan[6]
- 2018 : Bart De Strooper, Michel Goedert, Christian Haass, John Hardy[7]
- 2019 : Élisabeth Tournier-Lasserve, Hugues Chabriat, Marie-Germaine Bousser et Anne Joutel[8]
- 2020 : Adrian Bird et Huda Zoghbi
- 2021 : Lars Edvinsson, Peter Goadsby, Michael A. Moskowitz, Jes Olesen
- 2022 : Silvia Arber, Ole Kiehn, Martyn Goulding
- 2023 : Michael E. Greenberg (de), Christine Holt et Erin Schuman
- 2024 : Larry Abbott, Terrence Sejnowski (en) et Haim Sompolinsky (en)[9]